# Natalie Debeljuh
Natalie Debeljuh (* 4. Oktober 1988) ist eine australische Hammerwerferin.
Beim Leichtathletik-Continentalcup 2014 in Marrakesch wurde sie Achte.
2011, 2012 und 2013 wurde sie Dritte bei den Australischen Meisterschaften. Ihre persönliche Bestleistung von 60,43 m stellte sie am 2. März 2012 in Melbourne auf.